# Роджерсон, Шон
Шон Роджерсон (англ. Sean Rogerson; род. 30 сентября 1977, Шервуд-Парк, Альберта) — канадский и американский актёр, известный главной ролью Лэнса Престона в фильме ужасов «Искатели могил» и ролью Джоела Бута в сериале «Остров Харпера».

## Биография и карьера
Роджерсон родился и вырос в Эдмонтоне, Альберта, Канада. Закончил Salisbury Composite High School и работал на нефтяных месторождениях до переезда в Ванкувер, где решил связать себя с индустрией кино. Начал с рекламы, некоторое время работал барменом.
В 2010 году снимался в роли полицейского в клипе канадской поп-группы Lillix на песню Nowhere To Run.

## Амплуа
Герои Роджерсона чаще всего оказываются убийцами или, наоборот, умирают. Вот что сказал Роджерсон по этому поводу в одном из своих интервью: «Получается, всю свою жизнь я или умираю, или убиваю».

## Фильмография
| Год  |     | Русское название          | Оригинальное название | Роль                    |
| ---- | --- | ------------------------- | --------------------- | ----------------------- |
| 2004 | с   | Вернуть из мёртвых        | Tru Calling           | приятель Харрисона #1   |
| 2005 | с   | Собиратель душ            | The Collector         | Брайан Марс             |
| 2005 | с   | Мёртвая зона              | The Dead Zone         | наркоторговец           |
| 2006 | ф   | Другой мир: Эволюция      | Underworld: Evolution | рыцарь смерти #2        |
| 2006 | тф  | Обвинение дочери          | The Perfect Suspect   | Сэм Ли                  |
| 2007 | с   | Сверхъестественное        | Supernatural          | насильник               |
| 2007 | с   | Звёздные врата: Атлантида | Stargate: Atlantis    | Невик                   |
| 2007 | с   | Кровные узы               | Blood Ties            | Чарльз, экстрасенс      |
| 2009 | с   | Остров Харпера            | Harper's Island       | Джоэл Бут               |
| 2010 | с   | Грань                     | Fringe                | Глен Браун              |
| 2010 | с   | Ясновидец                 | Psych                 | лейтенант Уоллак        |
| 2010 | с   | Тайны Смолвилля           | Smallville            | Ленков                  |
| 2011 | кор | Двустволка                | Double Barrel         | Джош Картнетт           |
| 2011 | с   | Посредник Кейт            | Fairly Legal          | Брайан Майклс           |
| 2011 | ф   | Искатели могил            | Grave Encounters      | Лэнс Престон            |
| 2011 | с   | Убежище                   | Sanctuary             | Кастор                  |
| 2011 | с   | Сверхъестественное        | Supernatural          | рейнджер Рик Эванс      |
| 2012 | ф   | Искатели могил 2          | Grave Encounters 2    | Лэнс Престон            |
| 2012 | кор | Иначе                     | Otherwise             | Энди                    |
| 2012 | с   | Стрела                    | Arrow                 | Питер                   |
| 2013 | ф   | 12 раундов: Перезагрузка  | 12 Rounds: Reloaded   | детектив Сайкс          |
| 2014 | с   | Укушенная                 | Bitten                | Алистер Ви              |
| 2014 | ф   | Пришельцы                 | Extraterrestrial      | помощник шерифа Митчелл |
| 2014 | с   | Кедровая бухта            | Cedar Cove            | Джеймс                  |
| 2015 | тф  |                           | The Advocate          | агент                   |
| 2017 | ф   | Мёртвый/Рождённый         | Still/Born            | Тим                     |

## Факты
- 18 января 2013 года Роджерсон передал привет всем русским фанатам в своем Твиттере: «HELLO Russian fans!!! I love u guys and thank you for all the support!»
- Шон снимался в клипе Lillix «Nowhere To Run».
- Собака Роджерсона снималась в фильме «Марли и я 2».